# Ethtool
ethtool est une commande Linux et Android permettant d'afficher et modifier certains paramètres de la carte réseau, comme sa vitesse.

## Exemples
Afficher les paramètres actuels :
```
 
ethtool
 
eth0
Settings
 
for
 
eth0:

        
Supported
 
ports:
 
[
 
TP
 
MII
 
]

        
Supported
 
link
 
modes:
   
10baseT/Half
 
10baseT/Full

                                
100baseT/Half
 
100baseT/Full

        
Supports
 
auto-negotiation:
 
Yes

        
Advertised
 
link
 
modes:
  
10baseT/Half
 
10baseT/Full

                                
100baseT/Half
 
100baseT/Full

        
Advertised
 
auto-negotiation:
 
No

        
Speed:
 
100Mb/s

        
Duplex:
 
Full

        
Port:
 
MII

        
PHYAD:
 
1

        
Transceiver:
 
internal

        
Auto-negotiation:
 
off

        
Supports
 
Wake-on:
 
g

        
Wake-on:
 
g

        
Current
 
message
 
level:
 
0x00000007
 
(
7
)

        
Link
 
detected:
 
yes

```

Pour forcer la vitesse et le duplex, compléter les paramètres suivants :
ethtool -s ethX [speed 10|100|1000] [duplex half|full] [port tp|aui|bnc|mii] [autoneg on|off] [phyad N] [xcvr internal|external] [wol p|u|m|b|a|g|s|d...] [sopass xx:yy:zz:aa:bb:cc] [msglvl N]
Exemple en 1000BASE-T :
```
 
ethtool
 
-s
 
eth0
 
speed
 
1000
 
duplex
 
full
 
autoneg
 
off

```

Pour repasser en autonégociation :
```
 
ethtool
 
-s
 
eth0
 
autoneg
 
on

```